# Штайнер, Антон
Антон Штайнер (нем. Anton Steiner, род. 20 сентября 1958 года, Лиенц) — австрийский горнолыжник, призёр Олимпийских игр и чемпионата мира, победитель этапов Кубка мира. Универсал, успешно выступал во всех дисциплинах горнолыжного спорта.
В Кубке мира Штайнер дебютировал 9 января 1976 года, в январе 1979 года одержал свою первую в карьере победу на этапе Кубка мира, в комбинации. Всего имеет на своём счету 5 побед на этапах Кубка мира, 2 в скоростном спуске и 3 в комбинации. Лучшим достижением в общем зачёте Кубка мира, являются для Штайнера 5-е места в сезонах 1979/80 и 1983/84.
На Олимпийских играх 1976 года в Инсбруке занял 22-е место в слаломе, кроме того стартовал в скоростном спуске, но не добрался до финиша.
На Олимпийских играх 1980 года в Лейк-Плэсиде был 7-м в слаломе и 18-м в гигантском слаломе.
На Олимпийских играх 1984 года в Сараево завоевал бронзовую медаль в скоростном спуске, кроме того принимал участие в слаломе и в гигантском слаломе, но в обеих дисциплинах сошёл в первой попытке. 
На Олимпийских играх 1988 года в Калгари стал 7-м в скоростном спуске.
За свою карьеру участвовал в трёх чемпионатах мира, на чемпионате мира 1982 года завоевал серебро в комбинации.
Завершил спортивную карьеру в 1988 году, в дальнейшем занимался бизнесом.